# Acer confertifolium
Acer confertifolium é uma espécie de árvore do gênero Acer, pertencente à família Aceraceae.